# Purkinjecelle
Purkinjeceller eller Purkinjeneuroner er en type af GABAerge neuroner lokaliseret i lillehjernen.
De er opkaldt efter deres tjekkiske opdager Jan Evangelista Purkyně.

## Anatomi
Purkinjeceller er nogle af de største celler i menneskehjernen (med Betz celler som de største) med et indviklet og detaljeret dendrittræ, som er karakteriseret ved et stort antal af dendritiske fremskud (en: Spines). Purkinjecellerne forekommer i lillehjernens såkaldte Purkinje lag. Purkinjecellerne er placeret foran hinanden som dominobrikker. Deres store dendritiske træ danner nærmest et todimensionelt netværk, hvor parallelfibrer fra de dybere lillehjernelag passerer. Parallelfibrene danner forholdsvis svagere excitatoriske (aktiverende) glutaminerge synapser med dendritfremskuddene på dendritttræet, hvorimod klatre fibrer fra nucleus olivaris inferior i medulla oblongata danner et kraftigt excitatorisk input til de proksimale dendritter og cellelegemet. Parallelfibrer passerer ortogonalt gennem Purkinjecellernes dendrittræ med op til 200.000 parallelfibrer, dannende et Granula-celle-Purkinjecelle synapse med en enkel Purkinjecelle. Hver Purkinjecelle modtager ca. 500 klatrefibrersynapser som alle opstår fra en enkel klatrefibre. Både Kurveceller og Stellate celler (lokaliseret i lillehjernens molekylærlag) danner inhibitoriske (hæmmende) GABAerge input til Purkinjecellerne, med Kurveceller som synapser på Purkinjecellernes aksonrod og stellate celler på dendritterne.
Purkinjeceller sender inhibitoriske projektioner til de dybe lillehjerne kerner, og udgør derved det endelige output vedrørende motorisk koordination i lillehjernebarken.